# 九龍巴士6C線 (第一代)
九龍巴士6C線是香港一條已停駛的九龍區巴士路線。

## 歷史
- 1954年：路線編號由6B改為6C，為6C的第一代和九巴6號線的輔助線，來往旺角亞皆老街及荔枝角。
- 1958年10月15日：路線取消服務，同日被原6B線取代。

## 行車資料

### 行車路線
- 旺角亞皆老街開途經：彌敦道，大埔道，元州街，青山道

- 荔枝角開途經：青山道，大埔道，彌敦道